# Jack Kufeld
Jack Kufeld (* 1907 in New York City; † 1990 ebenda) war ein US-amerikanischer Maler, bekannt für seine modernistischen Landschaften, Industrieansichten und Porträts.

## Leben
Jack Kufeld war Mitglied der Künstlergruppe The Ten auch bekannt als The Ten Whitney Dissenters, die von 1935 bis 1939 in New York aktiv war. Diese Gruppe, zu der auch Künstler wie Ilya Bolotowsky, Adolph Gottlieb und Mark Rothko gehörten, setzte sich für die Ausstellung moderner Kunst ein und widersetzte sich den konservativen Tendenzen der damaligen Kunstszene.

## Werk
Jack Kufelds Arbeiten umfassen modernistisch geprägte Landschaften, Industrieansichten und Porträts. Sein Stil zeichnet sich durch eine moderne Herangehensweise an traditionelle Themen aus, wobei er oft industrielle Motive in seine Landschaftsdarstellungen integrierte.  